# Давид, Ян
Ян Дэвид (фр. Yann David, род. 15 апреля 1988 года, Бургуэн-Жальё, Франция) — французский игрок международного класса в регби, который играет на позиции центрового в составе команды «Авирон Байонне».

## Ранние годы
Ян Дэвид имеет уоллиские корни, его мать из Уоллиса и Футуны. Его родители (Жан-Марк Давид и Моника Фиафиалото), члены французской сборной по легкой атлетике, хотели видеть его в спорте. Он получил образование в средней школе L’Oiselet в Бургуэн-Жальё.
Играя в «Бургуэн-Жальё» с 8 лет, он быстро развивался и, вскоре, начал вызываться в молодёжные сборные Франции разных возрастов. Игрок также участвовал в фотосессии для календаря «Боги стадиона» в 2007, 2014 и 2015 годы.

## Карьера

### Клубная карьера
Ян Дэвид был игроком Бургуэн-Жальё с 2005 по 2008 год, после чего он присоединился к Тулузе летом 2009 года. Он быстро стал основным игроком в своем первом сезоне, несмотря на огромную конкуренцию на своей позиции, особенно с Янником Яузионом и Флорианом Фрицем. Он сыграл 20 игр за свой первый сезон в составе «красно-черных». В следующем сезоне из-за травмы он практически не появлялся на поле, но в сезоне 2011—2012 он снова вернулся в игру и, вместе со своим клубом, стал чемпионом Франции.
Сезон 2014—2015 был для игрока насыщенным и регулярным, в котором он сыграл 25 встреч. Это был один из его самых успешных сезонов с тех пор, как он стал игроком Тулузы.
В последующие сезоны игрок часто травмировался и стал мало востребованным для нового тренерского штаба команды. В 2018 году он присоединился к чемпиону Франции, клубу Кастр. В начале сезона он принял участие в первых двух играх, но получил травму. С 2021 года играет за «Авирон Байонне».

### В национальной сборной
Он был игроком сборной Франции до 20 лет на Чемпионате мира среди юниоров 2008 года и сыграл свой первый матч за французскую команду 3 марта 2008 года в матче против сборной Италии.
26 августа 2010 г. Янн Дэвид повредил голень, у него обнаружили перелом малоберцовой кости, который он получил во время тренировки. Он был вынужден отсутствовать как минимум 6 месяцев, из-за чего ему пришлось пропустить этап Кубка мира по регби.
В январе 2012 года он входит в группу из 30 игроков, выбранных Филиппом Сен-Андре для подготовки к Кубку шести наций 2012 года. Но в окончательную заявку игрок включён не был.

### Барбарианс
В мае 2017 года Ян Дэвид был включён в состав Барбарианс чтобы сразиться с Англией 28 мая в Твикенхеме, а 1 июня с Ольстером в Белфасте. В первом матче игроки уступили англичанам 28:14. На победный матч (43:28) в Ирландии игрок не был выпущен.

## Стиль игры
Сила — это, вероятно, качество, которое лучше всего характеризует Янна Дэвида. Панчер с исключительным телосложением, его очень сложно остановить, и часто требуется несколько игроков, чтобы уложить его на землю. Важный актив, когда дело доходит до создания точек привязки и пространства для товарищей по команде. Кроме того, он очень ценен в защите, совершая множество отборов и регулярно борясь с мячом, о чем свидетельствуют его 182 отбора, выполненные в сезоне 2014—2015 гг.

## Достижения

### Командные
Бургуэн-Жальё:
- Финалист Европейского кубка вызова 2009

Тулуза
- Чемпион Франции (2): 2010/2011/2011/2012
- Кубок европейских чемпионов по регби: 2009/2010

## Матчи за сборную[8]
|    | Дата           | Место                            | Соперник       | Результат | Очки | Соревнование           |
| -- | -------------- | -------------------------------- | -------------- | --------- | ---- | ---------------------- |
| 1. | 9 марта 2008   | Стад де Франс, Сен-Дени, Франция | Италия         | 25-13     | 0    | Кубок шести наций 2008 |
| 2. | 13 ноября 2009 | Стадион Тулузы, Тулуза, Франция  | Самоа          | 20-13     | 0    | Товарищеский           |
| 3. | 21 ноября 2009 | Стад де Франс, Сен-Дени, Франция | ЮАР            | 43-5      | 0    | Товарищеский           |
| 4. | 28 ноября 2009 | Велодром, Марсель, Франция       | Новая Зеландия | 12-39     | 0    | Товарищеский           |